# NRP Cacheu (F470)
A NRP Cacheu foi uma corveta da Marinha Portuguesa.
O navio foi construído como um draga-minas da Classe Bangor, tendo sido incorporado na Real Marinha Canadiana em 1941, com o nome de HMCS Fort York. Em 1950 passou para o Reino Unido, passando a designar-se Mingan.
Ainda em 1950, o navio foi adquirido pela Marinha Portuguesa para servir de navio hidrográfico, sendo rebatizado NRP Comandante Almeida Carvalho (número de amura: A527). O navio juntou-se a outro do mesmo modelo, o NRP Almirante Lacerda, adquirido em 1946, formando a Classe Lacerda.
A Guerra do Ultramar levou à necessidade da Marinha Portuguesa ser equipada com navios de combate de pequenas dimensões que pudessem operar nas águas costeiras e interiores de África. Fruto dessa necessidade o Comandante Almeida Carvalho foi reclassificado como corveta, em 1964 e rebatizado Cacheu (com o número de amura F470). Foi o primeiro navio moderno da Armada Portuguesa a ser classificado como corveta, classificação essa que só voltaria a ser aplicada aos navios das classes João Coutinho e Baptista de Andrade, na década de 1970.
Como corveta, o navio, armado com uma peça de 76 mm e duas de 20 mm, participou em acções em Cabo Verde e na Guiné Portuguesa.